# Марко Паславський
Марко (Маркіян Григорій) Паславський (англ. Mark Gregory Paslawsky, 16 січня 1959, Манхеттен, Нью-Йорк, США — 19 серпня 2014, поблизу Іловайська, Донецька область, Україна) — рядовий резервного батальйону оперативного призначення «Донбас» Національної гвардії України. Загинув у ході війни на сході України під час визволення Іловайська. Кавалер ордена Данила Галицького (посмертно).

## Життєпис
Марк (Марко) Паславський народився у 1959 році в українсько-американській родині на Мангеттені в Нью-Йорку. Виріс у Нью-Джерсі. Належав до Пласту. Добре грав у волейбол, завдяки чому вступив до військової академії Вест-Пойнт, яку закінчив у 1981 році. Служив в 75-у полку рейнджерів, покинувши армію в ранзі майора у 1991 році.
Переїхав в Україну в 1990-ті. За словами радника МВС України Антона Геращенка, Паславський був менеджером з продажу металопродукції за кордон на заводі у Маріуполі. За словами Саймона Островського, він працював у фінансовому секторі в Києві, Харкові і Москві, зокрема інвестиційним консультантом.
Марко був активним учасником Революції Гідності, зокрема брав участь у боях в центрі Києва 20 лютого 2014 року.
З початком війни на сході України Паславський у квітні 2014 року приєднався до батальйону «Донбас». У квітні 2014 року прийняв українське громадянство. Мав позивний «Франко» — на честь Івана Франка. Писав у Твіттер під псевдонімом Брюс Спрингноут (англ. Bruce Springnote) — на честь співака Брюса Спринстіна. Наприкінці травня — на початку червня разом з батальйоном вступив в Національну гвардію і пройшов курс навчання в Нових Петрівцях.
Марк Паславський загинув під час визволення Іловайська (Донецька область) 19 серпня 2014 року, у віці 55 років, отримавши три поранення в спину. Похований 26 серпня 2014-го на Аскольдовій Могилі у Києві. 19 серпня 2015 там на його честь було встановлено пам'ятний знак. На церемонії відкриття пам'ятного знаку на могилі були присутні його рідні: мати, брат і сестри, колишні народні депутати Володимир Яворівський, Степан Хмара, Євген Нищук, побратими з батальйону «Донбас» і безпосередній командир, який віддав йому останній наказ — Тарас Костанчук. Паславського посмертно нагороджено найвищою нагородою «Пласту» Залізним хрестом як колишнього члена цієї організації. Нагороду вручили його матері.

## Родина
Марко (Маркіян Григорій) Паславський був племінником українсько-американського історика та почесного професора Ратґерського університету Тараса Гунчака. Паславський також мав старшого брата Нестора, який станом на 2014 рік був керівником українського культурного центру «Soyuzivka» («Союзівка») у селищі Кергонксон (штат Нью-Йорк). Крім брата, у Марка залишилися мати і дві сестри. Мати Маркіяна, Орися Паславська (Гунчак), родом із села Старе Місто Тернопільської області.

## Кримінальна справа щодо спадщини
Компанія, яку з 1998 року очолював Паславський, була засновником аграрного підприємства «Русава-К» — основного податкового донора району. У лютому 2015 року новим власником ТОВ «Русава-К» з активом у понад 100 млн грн, став громадянин Росії з Криму Леонід Мосійчук.
Існує експертний висновок, що документи, якими начебто за тиждень до загибелі Марко Паславський передав своє майно, є підробними. Андрій Кожем'якін, Микола Томенко, Сергій Соболєв, Володимир Яворівський, Володимир Бортник та інші депутати направили щодо цього депутатський запит. Відкрито кримінальну справу.

## Пам'ять

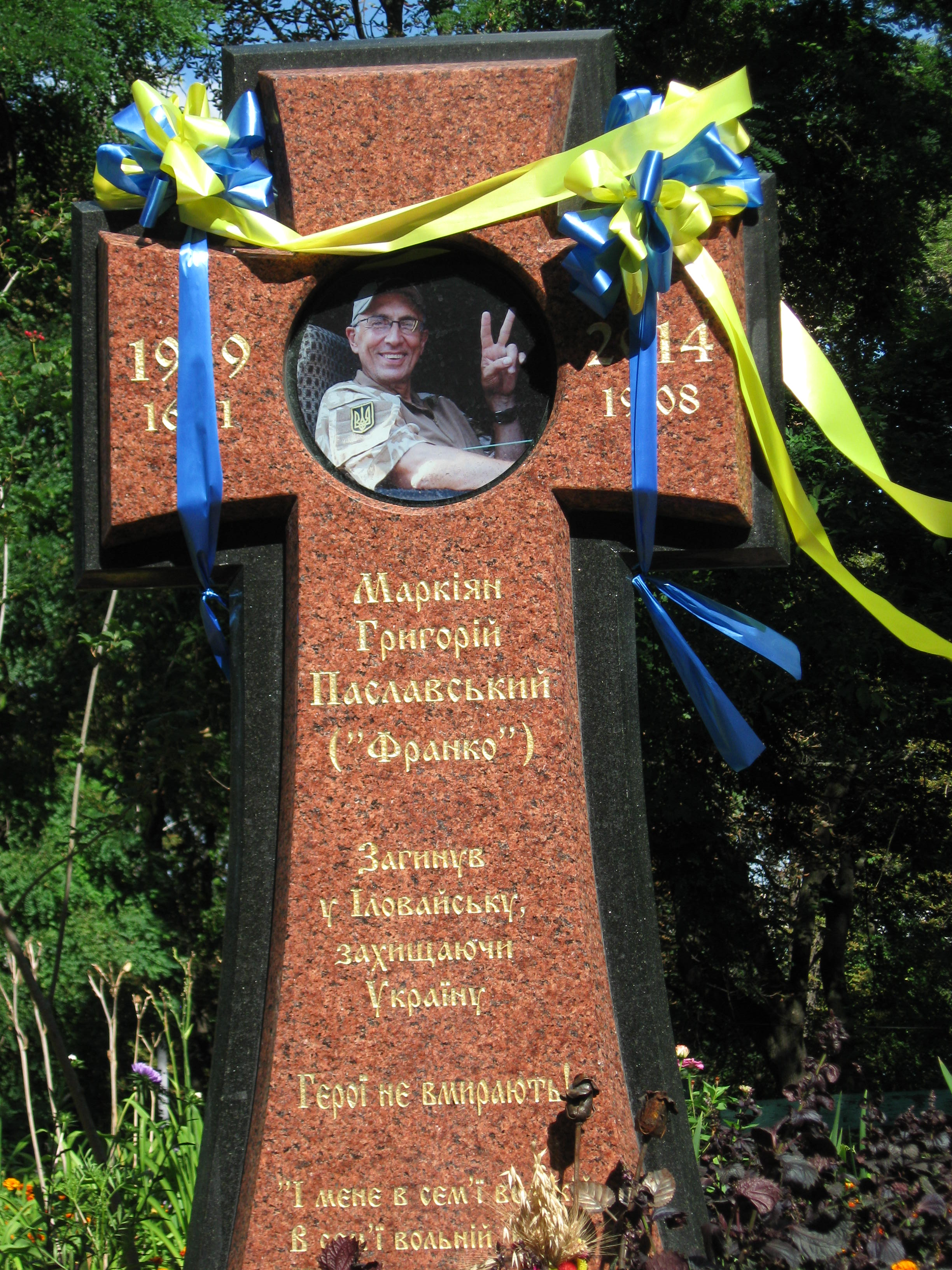
Надгробок Марка Паславського на Аскольдовій Могилі в Києві

- 6 грудня 2014 року під час гри команд НХЛ «Нью-Джерсі Девілс» та «Вашингтон Кепіталс» було вшановано пам'ять Марка[16].
- У травні 2015 року Підгаєцькій гімназії (Тернопільська область) присвоїли ім'я Маркіяна Паславського[17].
- Серпнем 2015 року Марку Паславському встановили пам'ятний знак на Аскольдовій Могилі[18][19].
- В серпні 2016-го у Львові відкрито реабілітаційний центр імені Маркіяна Паславського[20].
- Один з персонажів фільму «Іловайськ 2014. Батальйон Донбас»
- В Попасній з 2018 року започатковано щорічний фестиваль Paslawsky'FEST на честь Маркіяна. Фестиваль відбувається у липні з нагоди звільнення міста від незаконних збройних формувань 22 липня 2014 року[21].
- В станиці бучанського Пласту є хлоп'ячий курінь імені Марка Паславського
- Залізний Пластовий Хрест (посмертно)
- Його портрет розміщений на меморіалі «Стіна пам'яті полеглих за Україну» у Києві: секція 3, ряд 2, місце 7.
- Вшановується 19 серпня на щоденному ранковому церемоніалі вшанування українських захисників, які загинули цього дня у різні роки внаслідок російської збройної агресії[22]